# Рамрю
Рамрю́, Рамерю́ (фр. Ramerupt) — коммуна во Франции, находится в регионе Шампань — Арденны. Департамент — Об. Административный центр кантона Рамрю. Округ коммуны — Труа.
Код INSEE коммуны — 10314.
Коммуна расположена приблизительно в 150 км к востоку от Парижа, в 50 км южнее Шалон-ан-Шампани, в 30 км к северо-востоку от Труа.

## Население
Население коммуны на 2008 год составляло 385 человек.
| 1962 | 1968 | 1975 | 1982 | 1990 | 1999 | 2008 |
| ---- | ---- | ---- | ---- | ---- | ---- | ---- |
| 368  | 370  | 329  | 362  | 347  | 357  | 385  |

## Экономика

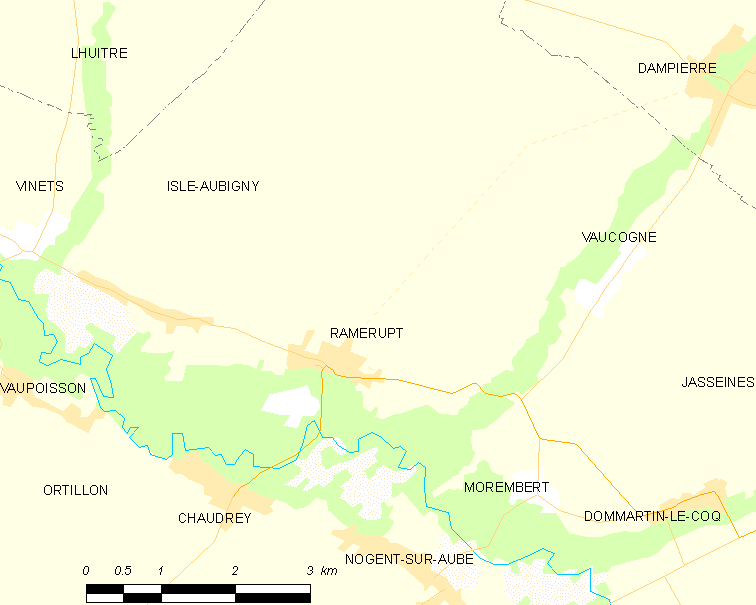
Карта коммуны

В 2007 году среди 213 человек в трудоспособном возрасте (15—64 лет) 162 были экономически активными, 51 — неактивными (показатель активности — 76,1 %, в 1999 году было 77,3 %). Из 162 активных работали 149 человек (89 мужчин и 60 женщин), безработных было 13 (6 мужчин и 7 женщин). Среди 51 неактивных 11 человек были учениками или студентами, 16 — пенсионерами, 24 были неактивными по другим причинам.

## Достопримечательности
- Церковь Сен-Рош (XVI век). Памятник истории с 1926 года[3]